# Le Grand Bleu (cocktail)
Pour les articles homonymes, voir Le Grand Bleu (homonymie).
Le Grand Bleu est un cocktail à base rhum, curaçao bleu, et ginger ale. 

## Histoire
Ce cocktail est nommé du surnom « Grand Bleu » de l'océan Atlantique (ou Grande Bleue pour la mer Méditerranée),. 

## Composition
- 4 cl de rhum
- 2 cl de curaçao bleu
- Ginger ale
- 1 rondelle de concombre et de citron vert

Dans un shaker, incorporer et pilonner une rondelle de concombre et du citron vert. Puis mélanger avec rhum, curaçao bleu et glaçons. Filtrer le tout dans un verre à cocktail. Allongez de ginger ale

## Quelques variantes
- Blue Hawaii
- Blue Lagoon
- Mai Tai
- Mojito
- Ocean breeze
- Swimming Pool
- Ti-punch